# 韋普里克 (博布羅維齊亞區)
50°40′39″N 31°37′13″E / 50.67750°N 31.62028°E
韋普里克（烏克蘭語：Веприк）是位於烏克蘭北部切爾尼戈夫州裏尼任區的村莊，始建於1491年，面積4.35平方公里，海拔高度126米，2006年人口681，人口密度每平方公里156.44人。